# Julien Dauphin
Julien Dauphin, född 7 mars 1978, är en svensk trollkarl.

## Karriär

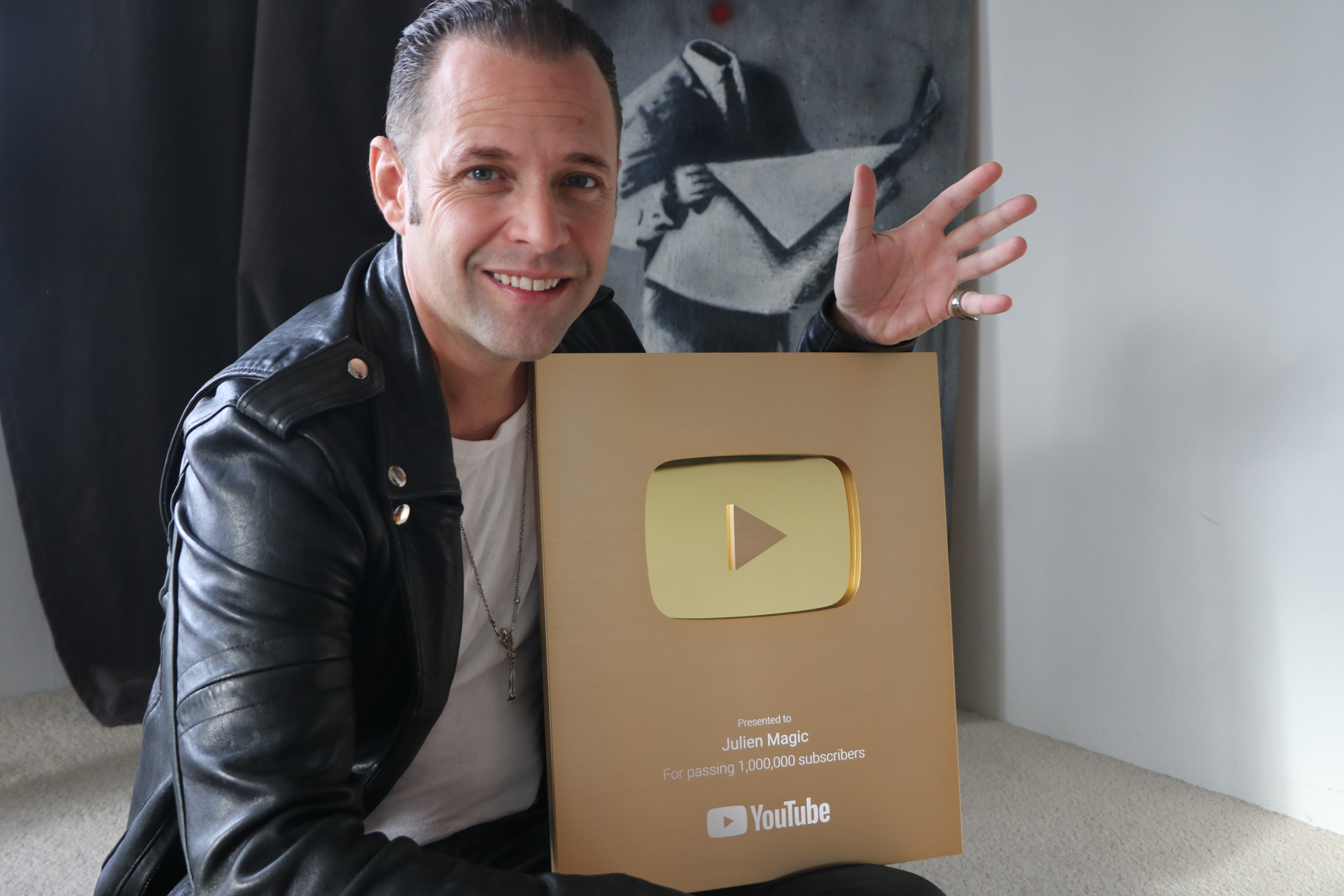

Dauphin studerade vid Chavez Studio of Magic för Dale Salwak och Amos Levkovich. Dauphin blev nordisk mästare i magi 2004. Han korades till svensk mästare i magi i mars 2006 och representerade Sverige i världsmästerskapet i magi i Stockholm i augusti 2006. Han placerade sig på sjätte plats och bidrog med Nordens främsta prestation under tävlingen. Den 10 december 2006 uppträdde han på Nobelfestens efterfest. Året därpå var Dauphin en av deltagarna i det svenska underhållningsprogrammet Talang 2007 där han gick till final.

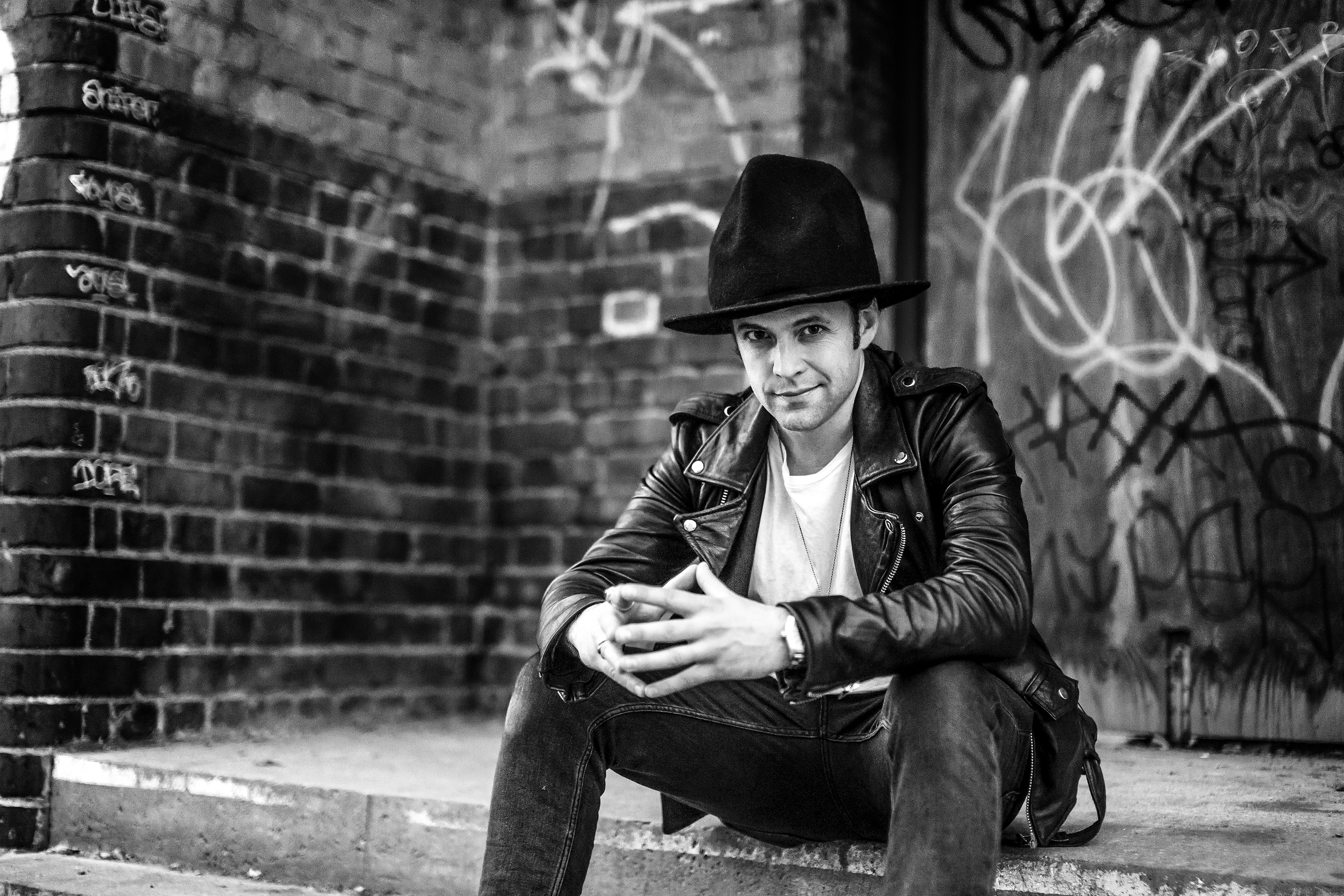

Dauphin gjorde över 130 framträdanden världen över under 2008, bland annat under Cannes filmfestival, Grand Prix i Monaco samt Kunskapsgalan i Stadshuset inför kronprinsessan Victoria. Under hösten samma år spelade hans föreställning Le magicien Julien 23 gånger på Gröna Lund.
År 2009 gjorde Dauphin öppningsnumret på  Guldbaggegalan på Cirkus i Stockholm och 25 föreställningar på Magic Castle i Hollywood. Under sommaren samma år spelade rollen som magiker i Mozarts opera Trollflöjten i Köpenhamn. 
Våren 2010 spelade han 18 utsålda föreställningar i Puyang Acrobatic hall i Hennan, Kina. Därefter gav han sig ut  Sverigeturné 2013 med Riksteatern. Turnén besökte ett 30-tal svenska städer med uppsättningen The Magic of Julien. Han gjorde många tv-framträdanden och för andra gången medverkade han vid Stockholms Vattenpris ceremoni på begäran från kungen och drottningen.
Under 2014 spelade hade han berättarrollen under 17 föreställningar av musikpjäsen Puss`n Boots på Stockholms musikaliska akademi, en roll som kombinerade  skådespeleri med magi. Samma år gjorde han också 25 shower i Doha, Qatar och Svalbard,  Norge.
Han blev därefter en av de första trollkarlarna som kunde försörja sig helt på reklam på Youtube och Facebook och tilldelades Youtubes silverknapp och guldknapp. År 2017 startade Dauphin en magiskola för att inspirera och lära ut magi till framtidens generationer.

## Utmärkelser
- År 2010 tilldelades Dauphin Eskilsstatyetten, som Årets ambassadör för Eskilstuna.

- År 2012 tilldelades han Merlin Award, Best Stage Magic Europe, av International Magician society. Bland tidigare pristagare märks Siegfried & Roy, David Copperfield och Criss Angel.